# 皮埃尔·蒙泰·博尔顿
皮埃尔·蒙泰·博尔顿（法語：Pierre Montan Berton，1727年1月7日—1780年5月14日），法国作曲家，指挥家。他主要在巴黎居住，任职剧场导演。
皮埃尔的儿子亨利·蒙坦·伯顿（1767–1844）也是一个作曲家，名声更胜过其父。